# Ralston (Écosse)
Pour les articles homonymes, voir Ralston.
Ralston (Baile Raghnaill en gaélique (gd), Ralphstoun en scots (sco)) est un village d'Écosse, situé dans le council area et région de lieutenance du Renfrewshire, situé en banlieue de Paisley.